# Baku International Jazz Festival
Het Baku International Jazz Festival is een jaarlijks jazz-festival, georganiseerd door de saxofonist (en inwoner van Bakoe Rain Sultanov. De festival wil Azerbeidzjan's jarenlange band met jazz tonen, een band die bestaat sinds de jaren 50 en 60s, toen jazz hier verboden was door de Sowjet-autoriteiten. Elk jaar doen talloze musici uit allerlei landen mee, van Georgië en Portugal tot en met Amerika en Rusland.
Op de eerste editie in april 2005 speelden onder meer Joe Zawinul Syndicate, Christoph Busse Trio en Yakov Okun Quarter. Het was een eerbetoon aan jazzmusici uit het land, zoals Rafig Babayev met zijn kwartet Gaya en de jazzpianist en componist Vagif Mustafa Zadeh. Aan het eind van dat festival werd bekendgemaakt, dat het een jaarlijks evenement zou worden.
In 2006 had het festival plaats in juni en speelden er onder andere Herbie Hancock en Al Jarreau.

## Foto's

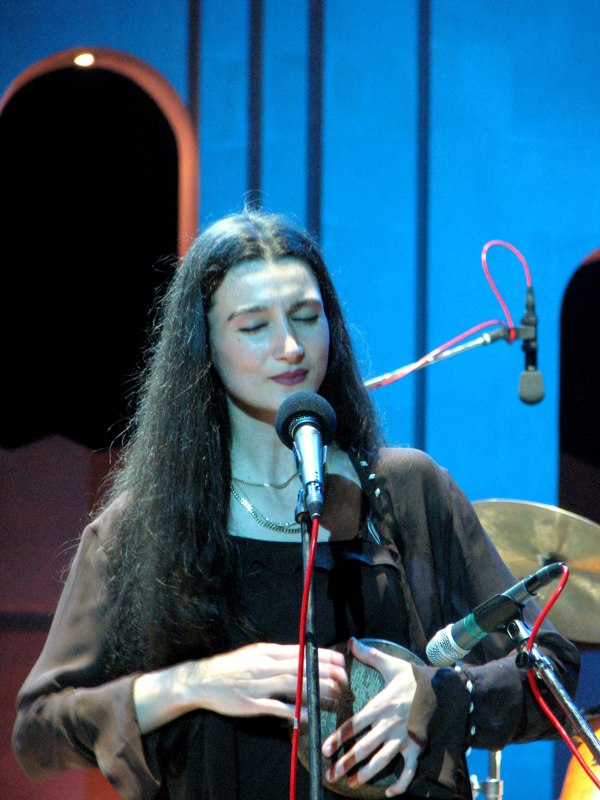
Aziza Mustafa Zadeh 2007
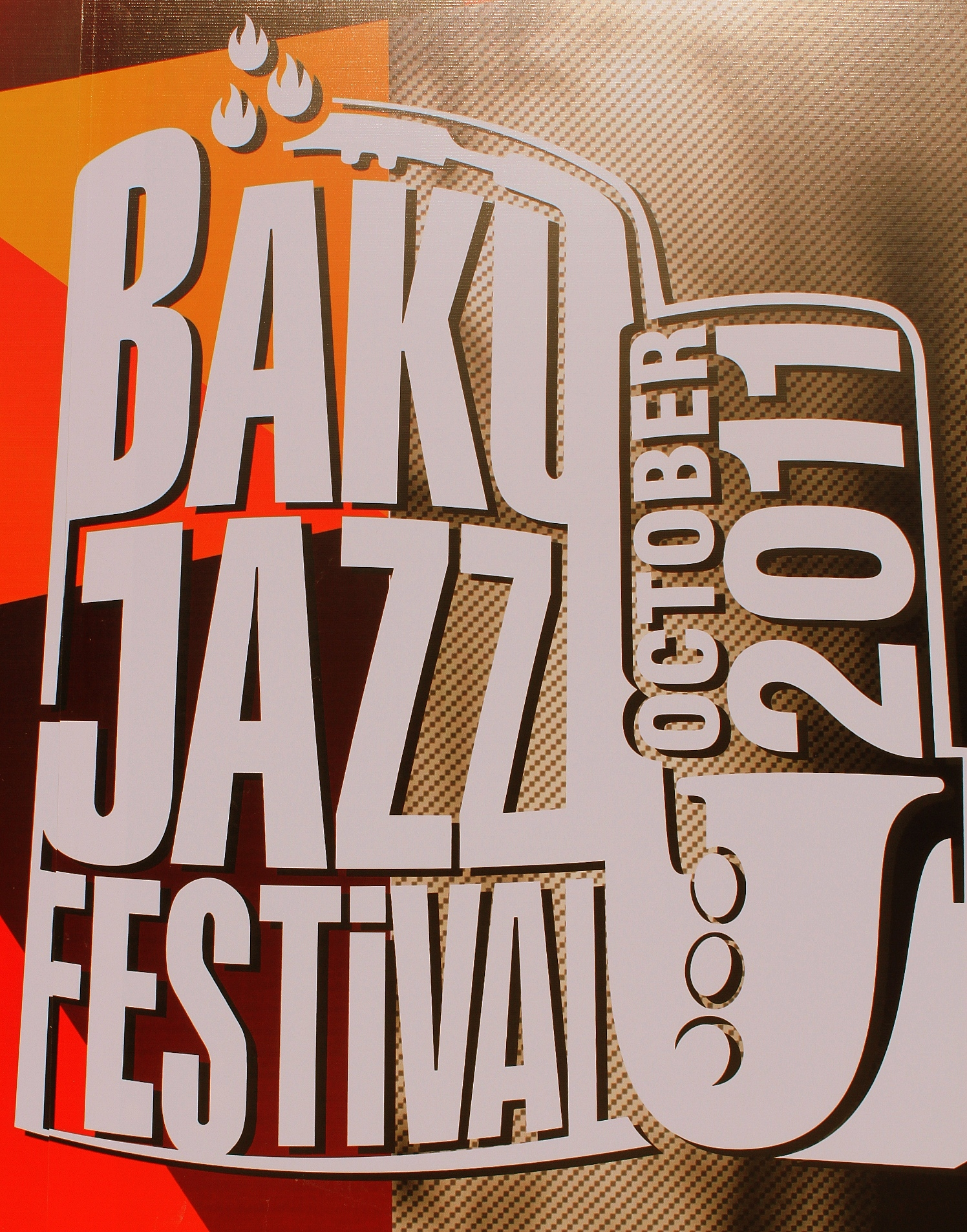
Poster of Baku Jazz Festival 2011